# Боффи, Альдо
Альдо Боффи (итал. Aldo Boffi; 26 февраля 1915, Джуссано — 26 октября 1987, Джуссано) — итальянский футболист, трижды становился лучшим бомбардиром чемпионата Италии. Был известен своим мощным ударом, однажды в 1935 году он ударил так сильно, что голкипер соперника, поймав мяч, влетел с ним в ворота.

## Карьера
Альдо Боффи родился 26 февраля 1915 года в Джуссано. Он начал свою карьеру в молодёжном составе клуба «Вис Нова», выступающем в третьем итальянском дивизионе. В 1935 году клуб серии В «Сереньо» купил футболиста, а через год вылетел в серию С, однако, несмотря на неудачную игру всей команды, Боффи стал одним из лучших бомбардиров второго дивизиона, забив 20 голов, а через год в серии С вообще стал лучшим бомбардиром. После этих успехов, за Боффи стали «охотиться» клубы серии А, включая «Милан», «Фиорентину» и «Болонью», после долгих переговоров, президент «Сереньо» Умберто Трабаттони согласился на предложение «Милана», что очень обрадовало Боффи, ведь Милан находился недалеко от его родного города.
Боффи дебютировал в «Милане» 1 ноября 1936 года в матче с клубом «Торино», который завершился поражением «Милана» 1:3, Боффи не забил, да и во всём первом сезоне в рядах «россонери» Альдо не блистал, забив лишь 8 мячей, но затем стал забивать всё больше, трижды стал лучшим бомбардиром первенства и один раз лучшим бомбардиро кубка Италии. Но в сборной страны Боффи провёл всего два матча и две игры за вторую сборную, Витторио Поццо, главный тренер сборной, делал ставку на Сильвио Пиолу. За «Милан» Боффи провёл 8 сезонов, проведя 194 матча в которых забил 136 мячей.
Завершил карьеру Боффи в клубах «Аталанта» и «Сереньо».

## Статистика
| Статистика выступлений Боффи за Милан | Статистика выступлений Боффи за Милан | Статистика выступлений Боффи за Милан | Статистика выступлений Боффи за Милан | Статистика выступлений Боффи за Милан | Статистика выступлений Боффи за Милан | Статистика выступлений Боффи за Милан | Статистика выступлений Боффи за Милан | Статистика выступлений Боффи за Милан |
| Сезон                                 | Клуб                                  | Лига                                  | Чемпионат                             | Чемпионат                             | Кубок                                 | Кубок                                 | Прочие                                | Прочие                                |
| Сезон                                 | Клуб                                  | Лига                                  | Игры                                  | Голы                                  | Игры                                  | Голы                                  | Игры                                  | Голы                                  |
| ------------------------------------- | ------------------------------------- | ------------------------------------- | ------------------------------------- | ------------------------------------- | ------------------------------------- | ------------------------------------- | ------------------------------------- | ------------------------------------- |
| 1936/37                               | Милан                                 | Серия А                               | 22                                    | 8                                     | 6                                     | 7                                     |                                       |                                       |
| 1937/38                               | Милан                                 | Серия А                               | 24                                    | 16                                    | 4                                     | 3                                     | 1                                     | 0                                     |
| 1938/39                               | Милан                                 | Серия А                               | 28                                    | 19                                    | 2                                     | 2                                     |                                       |                                       |
| 1939/40                               | Милан                                 | Серия А                               | 30                                    | 24                                    | 1                                     | 0                                     |                                       |                                       |
| 1940/41                               | Милан                                 | Серия А                               | 23                                    | 16                                    | 2                                     | 2                                     |                                       |                                       |
| 1941/42                               | Милан                                 | Серия А                               | 26                                    | 22                                    | 5                                     | 6                                     |                                       |                                       |
| 1942/43                               | Милан                                 | Серия А                               | 10                                    | 4                                     | 3                                     | 2                                     |                                       |                                       |
| 1944/45                               | Милан                                 | Серия А                               | 1                                     | 0                                     | 0                                     | 0                                     | 6                                     | 5                                     |
| 1936—1945                             | Всего                                 | Всего                                 | 164                                   | 109                                   | 23                                    | 22                                    | 7                                     | 5                                     |

## Достижения
- Лучший бомбардир чемпионата Италии: 1939 (19 голов), 1939/40 (24 гола), 1942 (22 гола)